# LISTSERV
LISTSERV(리스트서버, Listserv, L-Soft International, Inc. 가 상호등록)란 일반적으로 전자 이메일링 리스트 응용 소프트웨어를 말한다. 특정 주제에 관한 내용을 다수에게 메일링할 수 있는 네트워크이다.
리스트서버의 시작은 1986년 파리의 공학도 에릭 토마스(Eric Thomas)가 이메일 리스트를 이전에는 수동으로 수행하였는데 자동으로 관리할 수 있는 소프트프로그램을 개발하였다.